# Ruski pravopis
Rúski pravopís (rusko правописание, орфография) obsega izgovarjavo in rabo ločil (interpunkcijo, пунктуация). Ruski izgovor je zelo fonetičen in je mešanica morfoloških in fonetičnih načel, z nekaj etimoloških ali zgodovinskih oblik ter občasnega slovničnega razločevanja. Raba ločil izhaja iz bizantinske grščine. V 17. in 18. stoletju so jo na novo opredelili po francoskem in nemškem modelu.
Ruščina se zapisuje v sodobni različici cirilske abecede.

## Zgodovina
Staroruščina je privzela cirilico nekako v 10. stoletju. Ta čas je sovpadel tudi s privzemanjem pravoslavja na ozemljih, naseljenih z Vzhodnimi Slovani.
Tiskana ruska abeceda je prevzela sodobno obliko, ko je Peter Veliki uvedel državljansko pisavo (гражданскій шрифтъ) leta 1708. Ta prenova ni bila toliko pravopisne narave. Z učinkovito odstranitvijo nekaterih črk (Ѯ, Ѱ, Ѡ, Ѧ), kakor tudi vseh ločevalnih (diakritičnih znakov) in naglasnih znamenj, z edino izjemo й, iz celotne posvetne rabe, se je prvič pokazala razlika med rusko in cerkvenoslovansko pisavo. S pojemanjem zgodovinske tradicije je ruska izgovarjava v 18. stoletju postajala vse bolj in bolj neskladna, tako praktično kot tudi teoretično, saj je bil Lomonosov zagovornik morfološkega načela, Tredijakovski pa fonetičnega.
V 18. in 19. stoletju so uvedli še nekatere prilagoditve in tako je ruski knjižni jezik dobil sodobno in zelo standardizirano obliko. Uvedli so črko ё (danes jo sicer želijo ukiniti), postopoma ukinjali ižico ѵ, ter jo nadomeščali z и. Opuščali so tudi črko ѳ, z zamenjavo ф in т. Do leta 1917 sta bili edini besedi z ižico мѵро (mira) in сѵнодъ (sinoda). ѳеатръ (gledališče) je postal театръ. 
Grot je leta 1885 poskušal zmanjšati pisne in govorne neskladnosti. Njegovo delo je obveljalo vse do zadnje prenove ruskega pravopisa leta 1917. Njegova združitev morfoloških, fonetičnih in zgodovinskih načel velja tudi danes, čeprav so kasneje še spreminjali pisanje več besed. 
Zadnjo prenovo pravopisa je leta 1917 pripravil Šahmatov. Ruski pravopis je postal še preprostejši z združitvijo več pridevniških in zaimenskih obrazil. Jat ѣ sta zamenjala е in и, ižico и, ѳ ф. Jer ъ (trdi znak) za soglasniki je odpadel (na primer Рыбинскъ za Рыбинск (Ribinsk)). 
V letu 1956 so izvedli še nekaj manjših sprememb. Kasnejše predlagane spremembe niso naletele na odobravanje javnosti, tako da jih niso izvedli.
Vidna je težnja zamenjave črke ё z е. Raba črke ё je bila najintenzijvnejša po 2. svetovni vojni. Ё še vedno vidimo v otroških knjigah in slovarjih, drugače pa ga opuščajo. Zaradi tega je nastalo več pomešanih prečrkovanj nekaterih ruskih imen. Na primer v angleščini je Hruščov Khrushchev, dejansko pa je Хрущёв. V slovenskem jeziku je tak primer Čebišov, ki je morda v starejših, oziroma splošno uporabljanih matematičnih besedilih, pisan kot Čebišev, izvirno pa je Чебышёв.